# سوزانا ياندوفا
سوزانا ياندوفا (بالتشيكية: Zuzana Jandová)‏ (ولد 18 أغسطس 1987) سيدة أعمال، عارضة أزياء، تشيكية عامل الخيرية وحاملة لقب مسابقة ملكة الجمال بعدما فازت بمسابقة ملكة جمال التشيك,  ومثلت بلادها في مسابقة ملكة جمال العالم 2008 في جنوب أفريقيا, ولدت في كارفينا، تشيكوسلوفاكيا، أكملت دراستها في كلية إدارة الأعمال وعملت في مؤسسة الخيرية، مساعدة والدعم.